# میت دل بایس
میت دل بایس (به اسپانیایی: Mollet del Vallès) یک شهرستان در اسپانیا است که در استان بارسلون واقع شده‌است.

## خصوصیات
میت دل بایس ۱۰٫۷۲ کیلومترمربع مساحت و ۵۲٬۴۸۴ نفر جمعیت دارد و ۶۵ متر بالاتر از سطح دریا واقع شده‌است.